# Achteckhaus Darmstadt

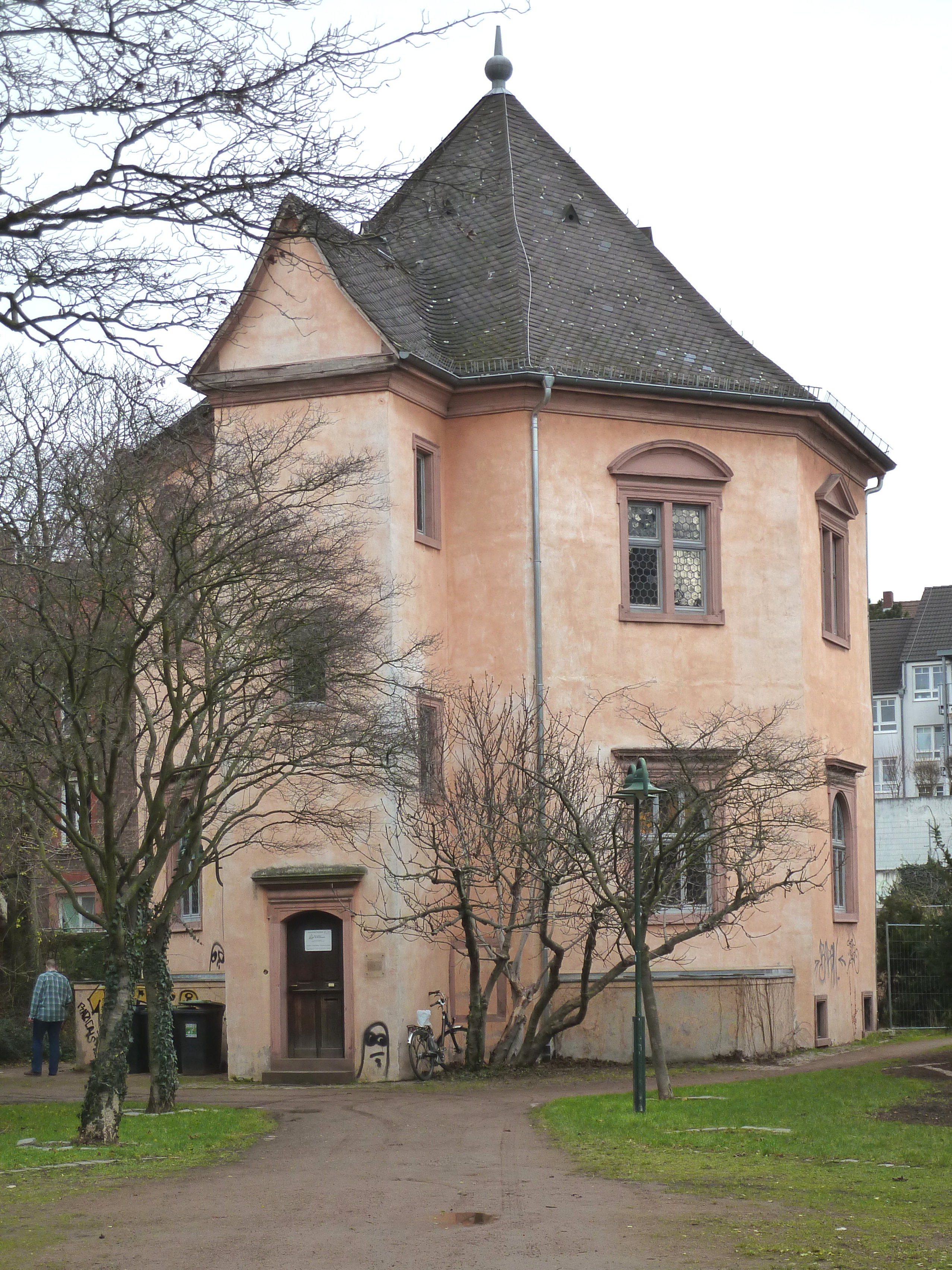
Achteckiges Haus

Das Achteckhaus Darmstadt in der Mauerstraße 17 in Darmstadt ist ein denkmalgeschützter Bau und wird als Haus der Kultur genutzt.

## Geschichte
Es wird angenommen, dass das Gebäude Anfang des 17. Jahrhunderts vom Baumeister Jakob Müller für den hessischen Kanzler Anton Wolff von Todenwarth als achteckiges Gartenhaus errichtet wurde. Der zweigeschossige, massive Renaissancebau mit einem nach Westen vorgelagerten Treppenturm und einem Zeltdach steht auf einem aus dem 16. Jahrhundert stammenden, quadratischen Keller mit vier Kreuzgratgewölben und einer Mittelsäule.
1759 wurde das Anwesen vom Landgraf Ludwig VIII. seiner Favoritin Helene Martini geschenkt. 1803 folgte eine Umgestaltung des Gebäudeinneren und die Umwandlung des Gartens zum fürstlichen Holzmagazin.
Ab 1854 war das Achteckhaus eine Heilanstalt für Chirurgie und Augenkranke. Die dort tätigen Ärzte Hermann Balser, Karl Eigenbrodt, Heinrich Orth, Gustav Simon, Oskar Verdier, Karl Weber, Wilhelm Hohenschild, August Hegar und Carl Tenner, im Volksmund die Neuntöter genannt, schlossen um 1870 einen Vertrag mit dem Alice-Frauenverein. Dafür wurde das Haus mit einem Erweiterungsbau zum Mauerspitälchen vergrößert und mit Pflegeräumlichkeiten, einem Wohnbereich für die Pflegerinnen und einer Krankenpflegeschule ausgestattet. Nach dem Neubau 1883 übersiedelte das Alice-Hospital in die Dieburger Straße 21.
Ab 1976 wurde das Gebäude umfassend saniert. Der Keller wurde vom Jazzclub Darmstadt adaptiert. Dabei wurde unter Berücksichtigung des Denkmalschutzes seitlich eine eigene Zugangstreppe mit eigenen Sanitärräumen errichtet. Erst das machte einen Publikumsverkehr zu Konzerten im Keller möglich.
Das Achteckhaus selbst wird heute als Büro für den Konzertchor Darmstadt und die Darmstädter Residenzfestspiele genutzt.